# 尚君長
尚 君長（しょう くんちょう、? - 878年）は、唐末の反乱指導者。尚譲の兄。

## 生涯
僖宗の乾符元年（874年）、尚君長と王仙芝らは、長垣において挙兵した。
乾符2年（875年）、王仙芝が濮州・曹州・鄆州を攻略するのに付き従い、その後、山東・河南の各地に転戦した。
乾符4年（877年）、朝廷の招討使の副都監の楊復光が判官の呉彦宏を派遣して王仙芝に降伏を勧めたところ、王仙芝は、尚君長・楚彦威・蔡温球を鄧州に赴かせて降伏の協議をさせたが、途中で招討使の宋威が功績を攫おうとして、潁州の南西で大勝したとの偽りの報告をし、尚君長らを捕縛しようとした。楊復光は大いに怒り、尚君長らは確実に降伏するであろうと上奏した。朝廷は、御史の帰仁紹を派遣して調査させたが、結果は得られなかった。同年12月（878年1月）、尚君長ら3人は、狗脊嶺（長安城内の東市）にて斬首した。